# John Dreyer
John Louis Emil Dreyer (n. 13 februarie 1852, Copenhaga, Danemarca – d. 14 septembrie 1926, Oxford, Anglia, Regatul Unit) a fost un astronom irlandezo-danez.

## Biografie
Johan Ludvig Emil Dreyer s-a născut la Copenhaga. Tatăl său, general-locotenentul John Christopher Dreyer, a fost minitru de război și naval al Danemarcei. La vârsta de 14 ani a devenit interesat de astronomie și l-a vizitat, în mod regulat, pe Hans Schjellerup la Observatorul de la Copenhaga.
A studiat la Copenhaga, până în 1874, când, la vârsta de 22 de ani, el a mers la Parsonstown, în Irlanda, unde a lucrat pentru Lawrence Parsons, al patrulea conte de Rosse, fiul și successorul lui William Parsons care construise Leviathan de la Parsonstown (un telescop uriaș cu oglinda primară de 183 cm). Începând din 1878 a lucrat la observatorul Dunsink și în 1882 la cel de la Armagh al cărui director a fost până în 1916.
Contribuția sa majoră este monumentalul New General Catalogue of Nebulae and Clusters of Stars care numără 8 163 obiecte de pe cerul profund completat de două anexe: Index Catalogue, care au condus la peste 13 000 obiecte repertoriate. Acest catalog, sub o formă revizuită, este folosit și în zilele noastre.
Dreyer a fost și un istoric al astronomiei. În 1890 el a publicat o biografie a lui Tycho Brahe, și el de origine daneză, iar spre sfârșitul carierei sale, Dreyer a editat publicațiile lui Tycho și corespondența acestuia. Cartea sa History of the Planetary Systems from Thales to Kepler (1905), este o privire generală a istoriei astronomiei și rămâne o bună introducere asupra subiectului. În prezent este editată sub titlul A History of Astronomy from Thales to Kepler (ISBN 0-486-60079-3).
El a coeditat prima istorie oficială a 
Societății Astronomice Regale, împreună cu Herbert Hall Turner, History of the Royal Astronomical Society 1820–1920 (1923, retipărită în 1987).

## Onoruri
A obținut Medalia de Aur a Royal Astronomical Society în 1916, iar un crater lunar îi poartă numele.